# 大子温泉
大子温泉（だいごおんせん）は、茨城県久慈郡大子町（旧国常陸国）にある温泉。

## 泉質
- 芒硝泉

肌を滑らかにする効能があるとされ、美人の湯の異名を持つ。
※効能はその効果を万人に保証するものではない。

## 温泉街
久慈川沿いにホテル、旅館が点在している。温泉街から少し外れた国道118号沿いの道の駅奥久慈だいごでも温泉に入浴可能。日帰り温泉施設の「森林の温泉」などでは、近隣で採れるりんごを浮かべたりんご風呂が楽しめ、この温泉地の名物でもある。
近くには日本三名瀑の袋田の滝がある。

## 歴史
その昔、明治時代の紀行文作家である大町桂月が温泉地の美しさを称えたこともある。

## アクセス
- 鉄道 : 水郡線常陸大子駅より徒歩約10分。
- 自動車 : 常磐自動車道那珂インターチェンジより約60分。